# Livonia (Louisiane)
Pour les articles homonymes, voir Livonia.
Livonia est une petite ville de l'état américain de Louisiane, dans la paroisse de Pointe Coupée.
Elle occupe une surface de 4,7 km2. Sa population était d'environ 1 362 habitants en 2006.